# Leutnant Gustl (Film)
Leutnant Gustl ist ein deutsch-österreichischer Fernsehfilm aus dem Jahre 1963 nach Motiven der Novelle Lieutenant Gustl von Arthur Schnitzler.

## Handlung
Wien 1900: Der k. u. k.-Leutnant Gustav Wilfert ist durchdrungen vom Ehrenkodex der österreichischen Offiziere und gerät deshalb immer wieder in Duelle wegen angeblicher Beleidigungen seiner Offiziersehre. Eines Abends besucht mit einem Kameraden ein Konzert, für den nächsten Morgen steht ein Duell mit einem Rechtsanwalt an. Nach dem Konzert drängelt er sich an der Garderobe vor und gerät deshalb in Streit mit dem neben ihm stehenden Bäckermeister Habetswallner. Dieser packt Wilfert beim Säbelknauf und beleidigt ihn als „dummer Bub“. Wilfert ist so perplex, dass er nicht sofort reagiert und sich dies gefallen lässt, anstatt seine Offiziersehre zu verteidigen. Er hofft, dass in dem Gedränge niemand die Situation bemerkt hat. Jedoch hat der Major Aloys Mokry den Streit beobachtet und stellt Wilfert zur Rede. Wilfert will den Wortwechsel mit Habetswallner als harmlose Unterhaltung darstellen, Mokry glaubt ihm jedoch nicht und sagt ihm, er sei nun nicht mehr satisfaktionsfähig.
Wilfert irrt ziellos durch die Nacht und beschließt, sich das Leben zu nehmen, da er seine Ehre verloren hat und auch nicht durch ein Duell mit dem satisfaktionsunfähigen Bäckermeister wiederherstellen kann. Er geht zu seiner Verlobten Anna Riedl, um sich von ihr zu verabschieden. Sie liebt Wilfert, verabscheut den altertümlichen Ehrenkodex und kündigt an, im Fall eines Suizids Wilferts sich ebenfalls umzubringen.
Früh am nächsten Morgen geht Anna zu Bäcker Habetswallner, um diesen zu überzeugen, die Sache nicht weiterzuerzählen. Da erfährt sie, dass Habetswallner in der Nacht überraschend gestorben ist. Mit dieser (für sie und Wilfert) guten Nachricht geht sie zu Wilfert in die Kaserne, der gerade auf dem Weg zu seinem Regimentskommandeur Oberst Brunnthaler war, um den Vorfall zu melden. Damit kommt er aber zu spät, da der Major Mokry dem Regimentskommandeur bereits telefonisch alles mitgeteilt hat.
Brunnthaler beruft nun ein Ehrengericht ein, das feststellen soll, ob Wilfert die Ehre der k. u. k. Armee verletzt hat oder nicht. Das Gericht beruft verschiedene Zeugen ein, zunächst die Garderobiere und einen Diener aus dem Konzerthaus, die aber keine eindeutigen Aussagen zum Inhalt des Wortwechsels zwischen Wilfert und Habetswallner machen können. Wilferts Verteidiger, Oberleutnant Doschensky, argumentiert, dass Wilfert im Fall einer tatsächlichen Ehrbeleidigung Habetswallner hätte niederschlagen müssen, um seine Ehre zu retten. Der Ehrenkodex stehe somit im Widerspruch zum Strafgesetz.
Dann tritt Anna Riedl als Zeugin auf. Sie sagt aus, die Geliebte Major Mokrys zu sein und zusammen mit ihm im Konzert gewesen zu sein. Sie behauptet, Mokry habe aus Eifersucht Wilfert etwas anhängen wollen. Als aber Mokry selbst als Zeuge vorgeladen und Anna ihm gegenübergestellt wird, fliegt ihre Lügengeschichte auf: Sie wollte damit nur ihren Verlobten entlasten. In einer leidenschaftlichen Aussage vor den Offizieren des Ehrengerichts greift sie deren veraltete und realitätsfremde Ehrvorstellungen an. Wilfert ist stolz auf den Mut, den seine Verlobte bewies, und kündigt an, im Fall einer Verurteilung „die Konsequenzen zu ziehen“ (also sich zu töten).
Während das Gericht über ein Urteil berät, hofft Wilfert zwar auf einen Freispruch, hält aber grundsätzlich an dem Ehrenkodex fest. Zu Annas Kritik daran sagt er, sie verstehe davon nichts und ein Mann müsse nun einmal dem Tod ins Auge sehen. Am Abend, in Annas Wohnung, bringt eine Ordonnanz das schriftliche Urteil des Gerichts. Wilfert rechnet mit einer Verurteilung und traut sich nicht, den Brief zu öffnen. Gedanklich beschäftigt er sich schon mit seinem Tod, als Anna den Brief öffnet und ihm vorliest – es ist ein Freispruch. Wilfert ist glücklich, spricht von Plänen für die Zukunft, aber auch von dem anstehenden Duell mit dem Rechtsanwalt. Anna ist fassungslos, dass Wilfert nach allem, was geschehen ist, sich immer noch für seine Ehre duellieren will. Sie sieht ein, dass er sich nie ändern wird, und die Schlussszene, in der sie ihre Hand aus seiner löst, deutet an, dass sie sich von ihm trennen wird.

## Unterschiede zur literarischen Vorlage
Der Film hat mit Schnitzlers gleichnamiger Novelle hauptsächlich die Ausgangssituation gemein, also die Situation in der Garderobe und Wilferts anschließendes Herumirren durch das nächtliche Wien, entwickelt die Handlung danach aber ganz anders weiter: Der entscheidende Unterschied besteht darin, dass die Novelle ein einziger Gedankenstrom des Leutnants ist, worin dessen Gedanken über seinen anstehenden Selbstmord, den er für unvermeidlich hält, wiedergegeben werden. Am frühen Morgen erfährt er in einem Kaffeehaus von Tod Habetswallners, ist sofort wieder munter und wohlauf und hat den angeblich so unvermeidlichen Selbstmord sofort vergessen, womit die Novelle endet. In der literarischen Vorlage des Films kommen also weder der Major Mokry, noch ein Ehrengericht oder eine Verlobung vor.

## Produktion
Der Film wurde im Auftrag des NDR von der Dr. Heinz Schneiderbauer K.G. Wien produziert und am 26. März 1963 zum ersten Mal ausgestrahlt.